# Phelipara saigonensis
Phelipara saigonensis là một loài bọ cánh cứng trong họ Cerambycidae.